# Upinder Singh
Upinder Singh, née à Amritsar en Inde le 22 juin 1959 est une historienne indienne spécialiste de l'Inde antique et médiévale. 

## Biographie
Upinder Singh est née dans une famille sikh le 22 juin 1959 à Amritsar en Inde,. Elle est la première fille de Gursharan Kaur et de Manmohan Singh, alors un étudiant brillant qui deviendra Premier ministre de l'Inde en 2004. Elle a deux sœurs Daman et Amrit. 
Alors qu'elle se destinait plutôt à la littérature, Upinder Singh obtient une licence d'Histoire du collège Saint-Étienne à Delhi en 1979 où elle poursuit deux ans plus tard par un master d'Histoire spécialisé dans l'histoire antique indienne. Elle commence alors à enseigner dans ce même établissement,. 
Ayant obtenu une bourse d'échange à l'université de Leyde en 1984-1985, elle débute à l'Institut Kern des études épigraphiques qui constituent le point de départ de la thèse qu'elle entreprend ensuite à l'université McGill de Montréal sous la direction de Katherine K. Young (en). Elle y analyse les relations politico-religieuses dans l'Orissa médiéval et met en évidence des éléments de continuité dans l'évolution de la pratique politique tout au long du Moyen Âge. Elle obtient son doctorat en 1991,,.
Upinder Singh enseigne au collège Saint-Étienne jusqu'en 2004, puis jusqu'en 2018 à l'université de Delhi où elle tient une chaire d'Histoire à partir de 2006 et prend la tête du département entre 2014 et 2017. Elle rejoint ensuite l'université Ashoka (en) à Sonipat comme professeur d'Histoire. En parallèle de l'enseignement, elle mène une importante activité de recherche centrée sur l'Inde antique et médiévale. Elle innove dans la compréhension de cette période en complétant l'analyse des textes anciens par les résultats des recherches d'autres domaines tels que l'archéologie, l'épigraphie et la numismatique. Tout au long de sa carrière d’enseignante et de chercheuse, elle milite pour une approche historique rigoureuse, plus ouverte aux interprétations, attentive aux différences régionales et qui soit décorrélée de la politique du moment.
Elle publie en 2008 A History of Ancient and Early Medieval India : from the Stone Age to the 12th century, un ouvrage remarqué destiné avant tout aux étudiants qui fait le point sur l'état des connaissances sur l'Inde ancienne,.
En 2017, elle étudie la violence politique dans une perspective historique pour montrer que la non-violence supposée de l'Inde ancienne est un mythe, exploité entre-autres par Gandhi et Nehru pour construire l'identité nationale avant et après l'indépendance,

### Vie privée
Upinder Singh épouse en 1984 Vijay Tankha qui enseigne la philosophie au collège Saint-Étienne à Delhi. Elle a deux fils Madhav et Raghav.

## Publications
Upinder Singh est l'auteur d'ouvrages historiques et l'éditeur de collections d'essais. Elle a également publié plus de vingt-cinq articles scientifiques.

### Ouvrages
- Kings, Brāhmaṇas and Temples in Orissa: an epigraphic study AD 300-1147 Munshiram Manoharlal Publ., New Delhi, 1994,  (ISBN 9788121506212)
- Ancient Delhi, Oxford University Press, New Delhi, 1999,  (ISBN 9780195649192)
- Mysteries Of The Past: Archaeological Sites In India, National Book Trust India, New Delhi, 2002,  (ISBN 9788123739793)
- The Discovery of Ancient India: early archaeologists and the beginnings of archaeology, Permanent Black, New Delhi, 2004,  (ISBN 9788178240886)
- A History of Ancient and Early Medieval India : from the Stone Age to the 12th century, Pearson Longman, New Delhi, 2008,  (ISBN 9788131716779)
- The Idea of Ancient India: Essays on Religion, Politics and Archaeology, SAGE Publications India, New Delhi, 2015,  (ISBN 9789351506478)
- Political Violence in Ancient India, Harvard University Press, Cambridge, 2017,  (ISBN 9780674975279)
- Portraits of Power: Aśoka and Kauṭilya; Samudragupta and Raghu, K. P. Jayaswal Research Institute, Patna, 2017,  (ISBN 9788189785178)

### Éditeur
- Delhi: ancient history, Social Science Press, New Delhi, 2006,  (ISBN 9788187358299)
- Ancient India: New Research, co-édité avec Nayanjot Lahiri, Oxford University Press, New Delhi, 2009,  (ISBN 9780198060284)
- Dillī : prācīna itihāsa, Orient Blackswan, New Delhi, 2010,  (ISBN 9788125033875)
- Rethinking Early Medieval India: A Reader, Oxford University Press, New Delhi,  2011,  (ISBN 9780198086062)
- Asian Encounters: exploring connected histories, co-édité avec Parul Pandya Dhar, Oxford University Press, New Delhi, 2014,  (ISBN 9780198099802)
- Buddhism in Asia: revival and reinvention, co-édité avec Nayanjot Lahiri, Manohar, New Delhi, 2016,  (ISBN 9789814762069)